# Christophe Schweizer

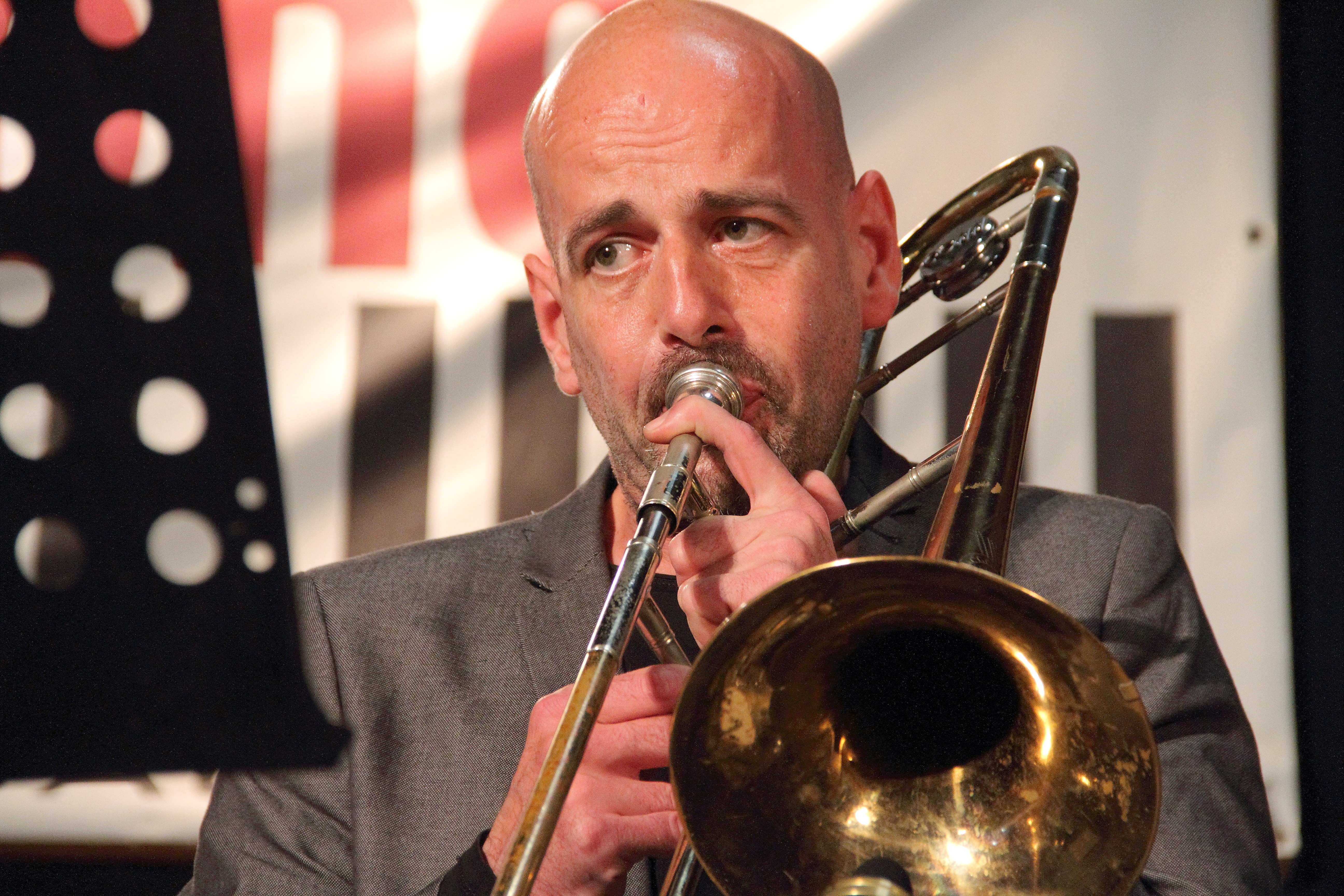
Mit der Raul de Souza Next Generation Band auf dem INNtöne Jazzfestival 2018

Christophe Schweizer (* 9. April 1968 in Bern) ist ein Schweizer Jazzmusiker (Posaune, Komposition, Bandleader).

## Leben und Wirken
Schweizer hatte als Kind Violin-, Posaunen- und Klavierunterricht. Von 1988 bis 1989 studierte er an der Swiss Jazz School und am Konservatorium von Bern. Seit 1989 arbeitete er mit Michael Wertmüllers Band So nicht! zusammen, mit der er 1990 eigene Kompositionen aufnahm.
Von 1992 bis 1993 studierte er am Mannes College of Music u. a. bei Conrad Herwig, Dave Taylor, Richie Beirach, Billy Hart und Phil Markowitz. Nach einem Aufenthalt in Banff (Kanada), wo er im Orchester des Opernhauses spielte und mit dem Flötisten Robert Dick zusammenarbeitete, übersiedelte Schweizer nach New York, wo er zehn Jahre lebte.
Nach der Zusammenarbeit mit den Bigbands von Phil Woods und Benny Bailey sowie Joe Lovano und Kenny Werner wurde er Mitglied der George Gruntz Concert Jazz Band, mit der er durch Russland tourte, und trat mit der Mingus Big Band und dem Maria Schneider Jazz Orchestra auf. Die Bigband-Arbeit setzte er bei der NDR Bigband (1998), der Guimaraes Festival Big Band unter Leitung von Bob Mintzer, Gianluigi Trovesi und Kenny Wheeler (seit 2002), Leadposaunist des EBU Jazz Orchestra in Istanbul (2003) und Mitglied der Jazz Big Band Graz fort. Enja veröffentlichte sein Album The Broader Picture, das 2015 in Zusammenarbeit mit der WDR Big Band entstanden war. In kleineren Formationen arbeitete er u. a. mit Lee Konitz, Steve Swallow, Dave Douglas und Paulo Moura zusammen.
Seit Mitte der 1990er Jahre leitete Schweizer eine Anzahl eigener Bands. Seine erste Formation war Normal Garden, die er 1994 gründete, mit der er u. a. 2000 eine Europatournee unternahm und 2002 bei OmniTone das Album Physique veröffentlichte. 1996 gründete er die Gruppe 5SIX7, mit der er 2000, 2002, 2003 und 2005 Europatourneen unternahm und mehrere Alben einspielte. Eine weitere Gruppe ist Full Circle Rainbow in Zusammenarbeit mit Ohad Talmor, mit der er seit 1997 auftritt. 2000 folgte das Quintett Moonsun (u. a. mit Dave Binney), mit dem er 2004 beim Braga Jazz Festival in Portugal auftrat.
Schweizer zog 2002 nach Hamburg, wo er heute lebt und sich im Vorstand der Jazz Federation Hamburg engagiert. 2001 gründete er mit Mark Dresser, Loren Stillman und Dan Weiss die Gruppe Quadrant X, 2003 das Sextett für elektronische Improvisationsmusik Normal Collision. 2002 gründete er zudem in Hamburg ein Duo mit Michael Wertmüller, das sich mit Olaf Rupp zum Trio Speedmaster erweiterte.

## Diskographie
- Normal Garden: Physique, 1999[3]
- 5SIX7: Portas, 2001
- Full Circle Rainbow: Dual Orbit, 2003 (mit Ohad Talmor, Jason Moran, Billy Hart)
- Moonsun: cocoa, 2010
- Moonsun: Opus, 2012 (mit David Binney, Jacob Sacks, Zack Lober, Dan Weiss)[4]
- Stream, 2020 (mit Sebastian Gille, Pablo Held, Joris Teepe, Billy Hart)[5]